# Paul Hesse (Agrarwissenschaftler)
Paul Hesse (* 22. November 1893 in Gutitz, Landkreis Lüneburg; † 13. Februar 1979 in Ottobeuren, Bayern) war ein deutscher Agrarwissenschaftler sowie Hochschullehrer.

## Leben
Der aus Gutitz im Landkreis Lüneburg gebürtige Paul Hesse widmete sich nach dem Abitur dem Studium der Land- und Volkswirtschaft an den Universitäten Leipzig sowie Göttingen, das er 1922 mit dem Erwerb des akademischen Grades eines Dr. phil. abschloss. Während seines Studiums wurde er 1915 Mitglied der Landsmannschaft Franconia Leipzig. Nachdem Hesse anschließend eine praktische Lehre in Bollhagen absolviert hatte, übernahm er 1923 eine Assistenzstelle an der Versuchsanstalt für Landarbeitslehre in Pommritz in Sachsen, die er bis 1925 innehatte.
Im gleichen Jahr habilitierte er sich als Privatdozent für die Fächer Agrarpolitik und Landesplanung in Göttingen, dort erfolgte 1932 seine Ernennung zum außerordentlichen Professor. Am 1. Mai 1933 trat er in die NSDAP ein und schloss sich auch der SA an. Im November 1933 unterzeichnete Hesse zudem das Bekenntnis der deutschen Professoren zu Adolf Hitler. 1936 nahm er einen Ruf auf einen Lehrstuhl für Agrarpolitik an der Landwirtschaftlichen Hochschule Stuttgart-Hohenheim an, den er bis 1945 innehielt. In Hohenheim leitete er stellvertretend die Hochschularbeitsgemeinschaft für Raumforschung.
Paul Hesse wurde schon in der Vorkriegszeit (und auch während des Krieges) durch die Reichsarbeitsgemeinschaft für Raumforschung (RAG) und durch die Deutsche Forschungsgemeinschaft überdurchschnittlich stark gefördert. Seine Forschungen betrafen besonders die ländlichen Regionen von Württemberg, Baden und Niedersachsen. Hesse war Mitglied des RAG-Arbeitskreises Möglichkeiten der Stärkung und Festigung des deutschen Volkstums und der Bildung neuen deutschen Volksbodens im deutschen Osten.
1947 wechselte Hesse an die TH Stuttgart, 1956 wurde er emeritiert. Paul Hesse wurde 1953 korrespondierendes Mitglied in die Akademie für Raumforschung und Landesplanung in Hannover (ARL). In der ARL war er Mitglied des Forschungsausschusses Raum und Landwirtschaft und Mitglied des Arbeitskreises Leitvorstellungen zur Entwicklung ländlicher Räume. Hesse galt als Entwickler der sogenannten „Gemeindetypisierung“ (bezogen auf Gemeinden landwirtschaftlicher Gebiete).
Der seit 1958 verwitwete Paul Hesse, Vater eines Kindes, verstarb 1979 85-jährig in Ottobeuren.

## Mitgliedschaften
- Deutsche Statistische Gesellschaft
- Gesellschaft für Wirtschafts- und Sozialwissenschaften des Landbaus
- Gesellschaft der Geschichte des Landvolks und der Landwirtschaft e.V. (heute: Gesellschaft für Agrargeschichte)

## Publikationen
- Die Bestimmung landwirtschaftlicher Arbeitsleistungen mit Hilfe von Arbeitsstudien. Berlin 1925.
- Die deutschen Wirtschaftsgebiete in ihrer Bedeutung für die landwirtschaftliche Erzeugung und Versorgung Deutschlands: Beiträge zur Kenntnis der Marktverhältnisse der deutschen Landwirtschaft. P. Parey, Berlin 1928.
- Die Verwertung der Hauptbodenerzeugnisse und die Bodennutzung in den deutschen Wirtschaftsgebieten: Beiträge zur Kenntnis der Marktverhältnisse der deutschen Landwirtschaft. P. Parey, Berlin 1930.
- Das soziale und berufliche Gesicht der württembergischen Gemeinden unter besonderer Berücksichtigung der besonderen Beziehungen zwischen Mensch und Boden. In:  Konrad Meyer (Hrsg.): Volk und Lebensraum. Forschungen im Dienste von Raumordnung und Landesplanung. Beiträge zur Raumforschung und Raumordnung, 1. Vowinckel-Verlag, Heidelberg-Berlin-Magdeburg 1938, S. 89–115.
- Landvolk und Landwirtschaft in den Gemeinden von Württemberg-Hohenzollern : Grundlagen zur Raumordnung, Erzeugungsschlacht und Wirtschaftsberatung : Kartenwerk mit 165 Karten, Maßstab 1:550 000, und beschreibendem Text. Ulmer, Stuttgart 1939.
- Die Lebenshaltung in 64 Haushaltungen von Arbeiterbauern, Kleinlandwirten und Bauern in den Gemeinden Affstätt, Oberndorf, Schafhausen, Spessart-Weltenschwann, Sulz, Wendelsheim und Würzbach. In: Der Forschungsdienst (Hrsg.): Forschung für Volk und Nahrungsfreiheit. Arbeitsbericht 1938 bis 1941 des Forschungsdienstes und Überblick über die im Reichsforschungsrat auf dem Gebiet der Landwirtschaft geleistete Arbeit. 2. Auflage. Berlin 1942, S. 37–40 und Anhang Tafel I+II.
- Der Donau-Karpatenraum: eine Gemeinschaftsarbeit des Reichsforschungsrates, Fachsparte „Raumforschung“, und des Reichskommissars für die Festigung deutschen Volkstums, Hauptamt Volksdeutsche Mittelstelle. Knoblauch, Stuttgart 1943.
- Grundprobleme der Agrarverfassung : dargestellt am Beispiel der Gemeindetypen und Produktionszonen von Württemberg, Hohenzollern und Baden. W. Kohlhammer, Stuttgart 1949.
- mit H. Fahrenkamp: Verschuldung und Kreditbedarf der Landwirtschaft in Baden-Württemberg unter besonderer Berücksichtigung der Produktionszonen und Betriebsarten. Landwirtschaftsverlag, Hiltrup b. Münster (Westf.) 1957.

## Weblink
- Paul Hesse auf GEPRIS Historisch 1920-1945